# Cupisnique (distrito)
Cupisnique é um distrito do Peru, departamento de Cajamarca, localizada na província de Contumazá.

## Transporte
O distrito de Cupisnique não é servido pelo sistema de estradas terrestres do Peru.